# Bergwald-Bodeneule
Die Bergwald-Bodeneule (Xestia speciosa), auch Heidelbeer-Moorheiden-Erdeule genannt, ist ein Schmetterling (Nachtfalter) aus der Familie der Eulenfalter (Noctuidae).

## Merkmale

### Falter
Die Variationsbreite in der Färbung der Vorderflügel der Falter ist außerordentlich groß. So erscheinen zwischen fast weißen und fast schwarzen Exemplaren sämtliche dazwischen liegenden Grautönungen, die sich je nach der geographischen Lage oder den klimatischen Verhältnissen ausbilden. Die oftmals kreisrunden, weiß umrandeten Ringmakel treten auffällig hervor. Quer- und Wellenlinien sind gezähnt, aber gelegentlich undeutlich. Die Hinterflügel sind grauweiß gefärbt und zeigen einen markanten Mittelfleck.
Hauptmerkmale der folgenden Unterarten sind:
- grauweiße bis dunkelgraue Grundfärbung bei der u. a. im Harz vorkommenden Nominatform ssp. speciosa (Hübner, 1813), die eine Flügelspannweite von 38 bis 50 Millimetern aufweist,[1]
- eine dunklere und undeutlichere Zeichnung bei der mit einer Flügelspannweite von 36 bis 45 Millimetern  kleineren nordischen ssp. arctica (Zetterstedt, 1839) sowie
- eine ins bräunliche tendierende Färbung bei der in den Alpen verbreiteten ssp. modesta (Warnecke, 1962).

Untersuchungen, ob gelegentlich genannte weitere Unterarten wirklich vollgültige Subspezies sind, sollten noch durchgeführt werden.

### Ei, Raupe
Das Ei ist halbkugelig, wellenförmig gerippt und gelblichweiß gefärbt. Vor dem Schlüpfen nimmt es eine orangefarbige Tönung an. Die Raupen haben eine rötlich  gefärbte Rückenpartie, die außerdem bräunlich marmoriert ist und zusätzlich einige schräge Gabelstriche zeigt. Rücken-, Nebenrücken- und Seitenlinien schimmern weißlich. Die Bauchseite ist von grünlicher Farbe.

### Ähnliche Arten
Eine Ähnlichkeit besteht zu Xestia sincera sowie zu Xestia rhaetica. Bei diesen beiden Arten herrschen jedoch bräunliche Tönungen in der Zeichnung vor. Auch sind die Ringmakel stärker oval geformt. Sehr ähnlich ist auch Xestia viridescens, die oftmals einen leicht grünlichen Schimmer auf den Vorderflügeln zeigt. In Grenzfällen ist zur eindeutigen Zuordnung eine genitalmorphologische Untersuchung dennoch ratsam.

## Verbreitung und Vorkommen
Die Art kommt im Norden Europas, so in Fennoskandinavien, den Baltischen Staaten, Teilen Russlands und weiter durch Nordasien bis zum Pazifik einschließlich Japans vor. In Mittel- und Südeuropa ist sie in diversen Gebirgen und Mittelgebirgen zu finden. Außerdem ist sie im Nordwesten von Nordamerika anzutreffen. Die Bergwald-Bodeneule bewohnt vorzugsweise Misch- und Nadelwälder mit Heidelbeerbewuchs sowie Hochmoore.

## Lebensweise
Die nachtaktiven Falter fliegen von Juni bis August in einer Generation im Jahr. Sie besuchen künstliche Lichtquellen sowie Köder. Die Raupen sind ab August zu finden und überwintern zweimal. Sie ernähren sich von verschiedenen niedrigen Pflanzen, dazu gehören:
- Heidelbeere (Vaccinium myrtillus),
- Schwarze Heckenkirsche (Lonicera nigra),
- Zwerg-Birke (Betula nana)

und andere.

## Gefährdung
Die Bergwald-Bodeneule kommt in Deutschland nur in einigen Bundesländern meist selten vor und wird auf der Roten Liste gefährdeter Arten in Kategorie 2 (stark gefährdet) geführt.